# Taylor Rooney
Taylor Rooney (* 28. Dezember 1997) ist ein neuseeländischer Eishockeyspieler, der seit 2015 bei den West Auckland Admirals in der New Zealand Ice Hockey League unter Vertrag steht und im Südhalbkugelsommer zeitweise in Nordamerika spielte.

## Karriere
Taylor Rooney begann seine Karriere bei den Auckland Juniors in der New Zealand Junior Elite League. Seit 2015 spielt er für die West Auckland Admirals in der New Zealand Ice Hockey League. Mit der Mannschaft wurde er 2018 erstmals neuseeländischer Landesmeister.
Im Südhalbkugelsommer spielte er 2014/15 für die U18-Mannschaft des Vasas HC. Von 2015 bis 2018 war er im neuseeländischen Sommer in Nordamerika aktiv, wo er für die Parry Sound Islanders in der Greater Metra Hockey League, die Cheyenne Stampede in der Western States Hockey League und die Wisconsin Muskies in der United States Premier Hockey League spielte.

### International
Im Juniorenbereich spielte Rooney mit der neuseeländischen Auswahl bei der U18-Weltmeisterschaft 2015 und den U20-Weltmeisterschaften 2016 und 2017, als er zum besten Spieler seiner Mannschaft gewählt wurde, jeweils in der Division III.
Für die Herren-Nationalmannschaft nahm Rooney erstmals an der Weltmeisterschaft 2018 in der Division II teil.

## Erfolge und Auszeichnungen
- 2018 Neuseeländischer Meister mit den West Auckland Admirals

## NZIHL-Statistik
(Stand: Ende der Saison 2022)